# Боб Кінг
Роберт Вейд Кінг (англ. Robert Wade King; нар. 20 червня 1906 — пом. 29 липня 1965) — американський легкоатлет, який спеціалізувався в стрибках у висоту.

## Із життєпису
Олімпійський чемпіон зі стрибків у висоту (1928).
Чемпіон США зі стрибків у висоту (1927, 1928).
По завершенні спортивної кар'єри зайнявся медичною практикою.